# Songea
Songea è il capoluogo della regione del Ruvuma. Si trova nel sud della Tanzania ed è posta lungo la strada A19.
La città ha una popolazione di circa 130.000 abitanti ed è sede dell'arcidiocesi cattolica di Songea.
Tra il 1905 e il 1907, Songea è stata importante centro della resistenza locale, nell'ambito della rivolta dei Maji Maji contro i tedeschi dell'Africa Orientale Tedesca.
Il nome della città è quello del condottiero Songea, guerriero ngoni cui nel 1906 i tedeschi avevano risparmiato la vita per essersi arreso, ma che chiese ugualmente di essere impiccato.
A Songea è sito un museo dedicato alla rivolta dei Maji Maji.